# Grandview (Texas)
Grandview è un centro abitato degli Stati Uniti d'America situato nella contea di Johnson dello Stato del Texas.
La popolazione era di 1.561 persone al censimento del 2010.

## Geografia fisica
Grandview è situata a 32°15′56″N 97°10′40″W (32.265690, -97.177768).
Secondo lo United States Census Bureau, ha un'area totale di 1,7 miglia quadrate (4,4 km²).

## Società

### Evoluzione demografica
Secondo il censimento del 2010 c'erano 3.358 persone, 798 nuclei familiari e 673 famiglie residenti nella città. La densità di popolazione era di 800,8 persone per miglio quadrato (308,4/km²). C'erano 544 unità abitative a una densità media di 320,8 per miglio quadrato (123,6/km²). La composizione etnica della città era formata dall'86,45% di bianchi, il 9,06% di afroamericani, lo 0,15% di nativi americani, il 2,95% di altre razze, e l'1,40% di due o più etnie. Ispanici o latinos di qualunque razza erano il 13,40% della popolazione.
C'erano 498 nuclei familiari di cui il 42,6% aveva figli di età inferiore ai 18 anni, il 52,8% aveva coppie sposate conviventi, il 18,1% aveva un capofamiglia femmina senza marito, e il 24,9% erano non-famiglie. Il 22,7% di tutti i nuclei familiari erano individuali e il 12,0% aveva componenti con un'età di 65 anni o più che vivevano da soli. Il numero di componenti medio di un nucleo familiare era di 2,57 e quello di una famiglia era di 2,98.
La popolazione era composta dal 29,2% di persone sotto i 18 anni, l'8,2% di persone dai 18 ai 24 anni, il 27,0% di persone dai 25 ai 44 anni, il 17,9% di persone dai 45 ai 64 anni, e il 17,7% di persone di 65 anni o più. L'età media era di 34 anni. Per ogni 100 femmine c'erano 80,6 maschi. Per ogni 100 femmine dai 18 anni in giù, c'erano 75,5 maschi.
Il reddito medio di un nucleo familiare era di 31.971 dollari e quello di una famiglia era di 38.188 dollari. I maschi avevano un reddito medio di 31.375 dollari contro i 23.125 dollari delle femmine. Il reddito pro capite era di 16.614 dollari. Circa il 13,9% delle famiglie e il 16,4% della popolazione erano sotto la soglia di povertà, incluso il 21,2% di persone sotto i 18 anni e il 16,8% di persone di 65 anni o più.